# Gynacantha vilma
Gynacantha vilma är en trollsländeart som beskrevs av Steinmann 1997. Gynacantha vilma ingår i släktet Gynacantha och familjen mosaiktrollsländor. Inga underarter finns listade i Catalogue of Life.